# Casey Kasem

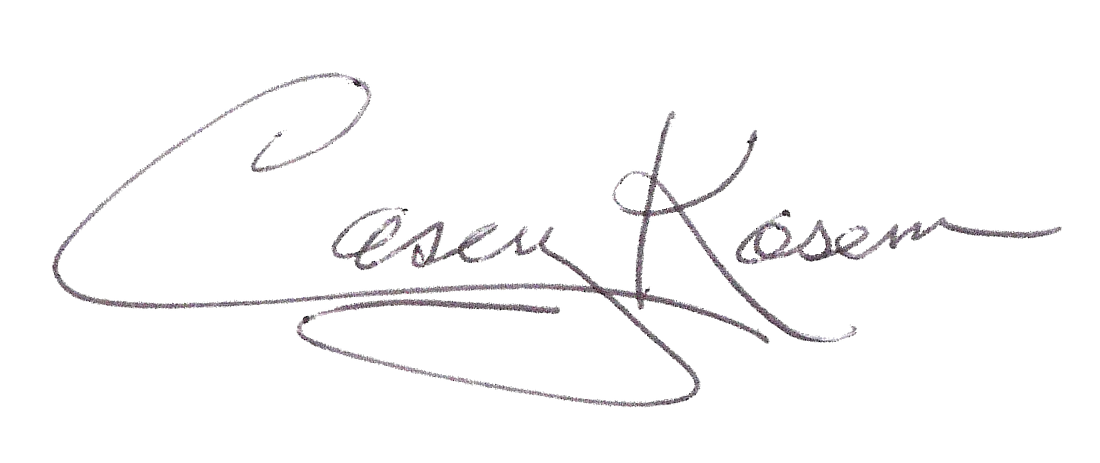
Firma

Casey Kasem, nacido Kemal Amin Kasem; (Detroit, Míchigan, 27 de abril de 1932 - Gig Harbor, Washington, 15 de junio de 2014) fue un disc jockey, actor y locutor de radio estadounidense, creador y presentador de varios programas radiofónicos de cuenta atrás, entre los que destaca American Top 40. Fue el primer actor que puso voz a Shaggy Rogers en la franquicia Scooby-Doo (de 1969 a 1997 y de 2002 a 2009) y a Dick Grayson/Robin en Super Friends (1973-1985). 
Hasta su muerte presentó dos programas semanales, American Top 20 with Casey Kasem y American Top 10 con Casey Kasem. Falleció a los 82 años de edad, a causa de demencia de cuerpos de Lewy.

## Biografía
Kemal Amin Kasem (árabe: كمال أمين قاسم) nació en Detroit, Míchigan, el 27 de abril de 1932, hijo de los inmigrantes libaneses drusos Helen y Amin Kasem, que eran tenderos.  Le pusieron el nombre de Mustafa Kemal Atatürk, un hombre al que Kasem dijo que su padre respetaba. Los padres de Kasem no permitían que sus hijos hablaran árabe e insistían en que se asimilaran a la vida estadounidense.
En la década de 1940, "Make Believe Ballroom" inspiró a Kasem a seguir una carrera en la radio. Kasem tuvo su primera experiencia en la radio cubriendo deportes en el Northwestern High School de Detroit. Después asistió a la Wayne State University, donde puso voz a niños en programas de radio como El Llanero Solitario y Desafío del Yukón. En 1952, Kasem fue reclutado por el ejército estadounidense y enviado a Corea. Allí trabajó como locutor en la filial de la radio de las Fuerzas Armadas en la península, la American Forces Korea Network (AFKN).

## Trayectoria
Después de la guerra, Kasem comenzó su carrera profesional como locutor en Flint (Míchigan), trabajó en las emisoras WJLB y WJBK de Detroit -y encarnó al presentador de televisión infantil "Krogo el payaso"pero dejó la radiodifusión para ayudar a atender la tienda de comestibles familiar en Fenton, Míchigan. Kasem intentó sin éxito trabajar como actor de teatro en Nueva York durante seis meses, audicionando para un papel en la producción off-Broadway Ivan Of, pero perdió ante Ed Asner.  De vuelta a Detroit, Kasem volvió a solicitar trabajo en la WJBK, pero enseguida le remitieron a la WJW, de la que era copropietario, que no sólo tenía un espacio libre por la tarde-noche, sino también un papel de presentador para Cleveland Bandstand en la WJW-TV. El emergente estatus de Cleveland como epicentro de la música popular atrajo a Kasem, que conocía a Bill Randle, de WERE's Bill Randle, de cuando Randle trabajaba en Detroit. Kasem se identificaba como "Casey at the Mike" debido a las diversas faltas de ortografía de su nombre tanto en las noticias contemporáneas como en los anuncios de la emisora.
El mandato de Kasem en Cleveland fue breve pero exitoso, entrando en el mercado "con una venganza" contra las emisoras Top 40 WHK y KYW. En tres meses, Kasem alcanzó el segundo lugar detrás de WHK en las encuestas de audiencia en las noches de la semana y el número uno en las noches de los sábados. El predecesor de Kasem en la franja horaria, Pete "Mad Daddy" Myers, inspiró parcialmente la presentación de Kasem en el aire, pero Kasem se sintió obligado a desarrollar una personalidad única para distinguirse. Las tres primeras horas de su programa de la noche se mantuvo dedicado a las grabaciones de R & B en un estilo de "rock de alta energía", mientras que la cuarta hora era más relajado con su lector de noticias como coanfitrión. Las selecciones de R & B y "wild-tracking" por Kasem también se distinguió de la tarifa orientada al pop diurno de WJW, que normalmente contó con Perry Como y The McGuire Sisters como artistas principales.
Los programas nocturnos incluían a Kasem etiquetando canciones como "...de la noche", con frases o nombres al azar como descriptor.  El escándalo de payola que envolvió la carrera de Alan Freed surgió después de Kasem se unió a WJW, en respuesta, Kasem comenzó un bit de comedia regular llamado "Payola Tune of the Night" que la gestión de WJW alentó bajo la suposición de que disuadiría a los oyentes de pensar que estaba bajo investigación también.  En última instancia, la carrera de Kasem no se vio afectada negativamente por el escándalo de payola. El 14 de septiembre de 1959, Kasem y Diana Trask se besaron durante 85 segundos para batir un "récord mundial", y su lector de noticias describió el beso en directo.
Después de que la WJW cambiara de formato a la música bonita, lo que Kasem atribuyó directamente al escándalo de la payola, dejó la WJW por la WBNY de Buffalo, pero se mantuvo en contacto con amigos de la zona de Cleveland. En la KYA de San Francisco, el director general le sugirió que bajara el tono y hablara de los discos. En la KEWB de Oakland, California, Kasem fue director musical y locutor. Dijo que se inspiró en una revista Who's Who in Pop Music, 1962, que encontró en la basura. Creó un programa en el que mezclaba datos biográficos de los artistas que interpretaba, y atrajo la atención de Bill Gavin, que intentó contratarlo como socio. Cuando Kasem se incorporó a la KRLA de Los Ángeles en 1963, su carrera empezó a florecer y defendió la música R&B del este de Los Ángeles.
Kasem actuó en varias películas de bajo presupuesto y radionovelas Mientras presentaba "saltos de baile" en la televisión local, atrajo la atención de Dick Clark, que le contrató como copresentador de un programa diario de música para adolescentes llamado Shebang, a partir de 1964. Entre los papeles de Kasem en series de televisión de la cadena se incluyen Hawaii Five-O e Ironside. En 1967, apareció en The Dating Game, e interpretó el papel de "Mouth" en la película de la banda de moteros The Glory Stompers. En 1969, interpretó el papel de Knife en la película Wild Wheels, y tuvo un pequeño papel en otra película de moteros, The Cycle Savages, protagonizada por Bruce Dern y Melody Patterson, y The Incredible 2-Headed Transplant (también con Dern).
La voz de Kasem fue la clave de su carrera. En 1964, durante la locura de la Beatlemanía, Kasem tuvo un pequeño éxito llamado "Letter from Elaina", una grabación hablada que contaba la historia de una chica que conoció a George Harrison después de un concierto de los Beatles en San Francisco. A finales de los 60, empezó a trabajar como actor de doblaje. En 1969 interpretó uno de sus papeles más famosos, la voz de Shaggy en Scooby-Doo, ¿dónde estás? Ese año también puso voz al batería Groove de The Cattanooga Cats.
El 4 de julio de 1970, Kasem, junto con Don Bustany, Tom Rounds y Ron Jacobs, lanzó el programa de radio semanal American Top 40 (AT40)[24], en el que Kasem mezclaba información biográfica y curiosidades sobre los artistas, así como escenas retrospectivas y segmentos de "Dedicatoria a distancia" en los que leía cartas de oyentes que deseaban dedicar canciones a seres queridos lejanos. Con frecuencia, mencionaba un dato curioso sobre un cantante anónimo antes de una pausa publicitaria y, al volver de la pausa, daba el nombre del cantante[25] Kasem terminaba el programa con su firma: "Mantened los pies en el suelo y seguid alcanzando las estrellas". En 1988, Kasem abandonó American Top 40 debido a una disputa contractual con ABC Radio Network. 
El American Top 40 original, presentado por Shadoe Stevens tras la marcha de Kasem, se canceló en 1995. Kasem recuperó los derechos sobre el nombre en 1997, y el programa volvió a emitirse en 1998, en la AMFM Network (posteriormente adquirida por Premiere Radio Networks).
A finales de 2003, aceptó un nuevo contrato para seguir presentando sus programas semanales de cuenta atrás de música, que en aquel momento se titulaban American Top 20. En 2005, Kasem renovó su contrato con la cadena AMFM y con Premiere Radio Networks para seguir presentando sus programas, uno de los cuales se había reducido a diez canciones y se retituló American Top 10 para reflejar el cambio.
En abril de 2005, se emitió en la cadena Fox un especial de televisión llamado American Top 40 Live, presentado por Seacrest, en el que aparecía Kasem. En 2008, Kasem puso la voz en off para Out of Sight Retro Night de WGN America.
En junio de 2009, Premiere anunció que dejaría de producir las dos cuentas atrás que le quedaban a Kasem, poniendo fin a su relación de once años. Kasem, que en ese momento tenía 77 años, decidió no buscar otro distribuidor o presentador de reemplazo, citando el deseo de explorar otras vías, como escribir sus memorias. Envió un comunicado de prensa anunciando que se retiraría de la radio el fin de semana del 4 de julio, en el 39 aniversario del primer programa de cuenta atrás.

## Vida personal
Kasem era vegetariano, apoyaba los derechos de los animales y las causas medioambientales, y criticaba la agricultura industrial. Participó activamente en política, apoyando las causas árabe-americanas y libanesa-estadounidenses, un interés que surgió a raíz de la invasión israelí del Líbano en 1982. Kasem hizo campaña contra la guerra del Golfo, abogando por medios no militares para presionar a Sadam Huseín a retirarse de Kuwait, fue partidario de la independencia palestina.
Kasem, liberal en política, organizó actos de recaudación de fondos para las campañas presidenciales de Jesse Jackson en 1984 y 1988, apoyó a Ralph Nader para la presidencia de EE. UU. en 2000 y al demócrata progresista Dennis Kucinich en sus campañas presidenciales de 2004 y 2008. Kasem apoyó otras causas progresistas, como la vivienda asequible y los derechos de las personas sin hogar.
Kasem estuvo casado con Linda Myers de 1972 a 1979. Tuvieron tres hijos: Mike, Julie y Kerri Kasem y con la actriz Jean Thompson desde 1980 hasta su muerte en 2014. Tuvieron una hija, Liberty Jean Kasem. En 1989, Kasem compró una casa construida en 1954 y situada en el número 138 de North Mapleton Drive, en Holmby Hills, Los Ángeles, como regalo de cumpleaños para su esposa, Jean. En 2013, Kasem y su esposa pusieron la casa en venta por 43 millones de dólares.

## Enfermedad y muerte
En octubre de 2013, Kerri Kasem anunció que su padre tenía la enfermedad de Parkinson, diagnosticada en 2007. Sin embargo, unos meses más tarde, dijo que tenía demencia de cuerpos de Lewy, que es difícil de diferenciar del Parkinson.
El 15 de junio de 2014, Kasem murió en el Hospital St. Anthony en Gig Harbor, Washington, a la edad de 82 años. La causa inmediata de la muerte se informó como sepsis causada por una úlcera de decúbito. Según se informó, Kasem quería ser enterrado en Forest Lawn Memorial Park en Glendale.Tras múltiples desavenencias entre su viuda y sus hijos, ésta hizo enterrar en el Cementerio Civil Occidental de Oslo el 16 de diciembre de 2014, más de seis meses después de su muerte.

## Premios y reconocimientos
En 1981, Kasem fue galardonado con una estrella en el Paseo de la Fama de Hollywood. En 1985 ingresó en la división de radio del Salón de la Fama de la Asociación Nacional de Radiodifusores, y en 1992 en el Salón Nacional de la Fama de la Radio. Cinco años más tarde, recibió el primer Premio a la Trayectoria del Salón de la Fama de la Radio. En 2003, Kasem recibió el premio Icono de la Radio en los Radio Music Awards.

## Filmografía
| Año       | Película                                        | Papel                               | Notas      |
| 1968-1969 | The Batman/Superman Hour                        | Robin                               | Voz        |
| 1969-1970 | ¡Scooby Doo, dónde estás!                       | Shaggy Rogers                       | Voz        |
| 1972-1973 | Las nuevas películas de Scooby-Doo              | Shaggy Rogers                       | Voz        |
| 1973      | Súper amigos                                    | Robin                               | Voz        |
| 1974      | Emergency +4                                    |                                     | Secundario |
| 1977      | The All-New Super Friends Hour                  | Robin/Computadora                   | Voz        |
| 1977      | Scooby's All Star Laff-A-Lympics                | Shaggy Rogers/Sr. Creeply           | Voz        |
| 1978      | Jana of the Jungle                              |                                     | Principal  |
| 1976-1978 | The Scooby-Doo/Dynomutt Hour                    | Shaggy Rogers/Armandez/Gondolier    | Voz        |
| 1978      | The Batman/Superman Hour                        | Robin/Computadora/Soldado Colorado  | Voz        |
| 1978      | Dinamita, el perro maravilla                    | Shaggy Rogers/Pandilla de Scooby    | Voz        |
| 1979      | Scooby va a Hollywood                           | Shaggy Rogers                       | Voz        |
| 1979-1980 | Scooby-Doo y Scrappy-Doo                        | Shaggy Rogers                       | Voz        |
| 1978-1980 | Battle of the Planets                           | Mark                                | Voz        |
| 1980      | The Ri¢hie Ri¢h/Scooby-Doo Show                 | Shaggy Rogers                       | Voz        |
| 1980      | El retorno del Rey                              | Meriadoc Brandigamo                 | Principal  |
| 1978-1980 | Battle of the Planets                           | Mark                                | Voz        |
| 1982      | The Scooby and Scrappy-Doo Puppy Hour           | Shaggy Rogers                       | Voz        |
| 1980-1983 | Súper amigos                                    | Robin                               | Voz        |
| 1984      | Los cazafantasmas                               | El mismo                            | Voz        |
| 1984      | SuperFriends: The Legendary Super Powers Show   | Robin                               | Voz        |
| 1985      | The Super Powers Team: Galactic Guardians       | Robin                               | Voz        |
| 1985      | Los 13 fantasmas de Scooby-Doo                  | Shaggy Rogers                       | Voz        |
| 1985      | Scooby's Mystery Funhouse                       | Shaggy Rogers                       | Voz        |
| 1986      | The Transformers: The Movie                     | Cliffjumper                         | Voz        |
| 1984-1987 | Transformers: Generación 1                      | Teletraan I/Cliffjumper/Blackstreak | Voz        |
| 1987      | Scooby-Doo Meets the Boo Brothers               | Shaggy Rogers                       | Voz        |
| 1988      | Scooby-Doo and the Ghoul School                 | Shaggy Rogers                       | Voz        |
| 1988      | Scooby-Doo and the Reluctant Werewolf           | Shaggy Rogers                       | Voz        |
| 1971-1990 | Sesame Street                                   | El hombre azul                      | Voz        |
| 1988-1991 | Un cachorro llamado Scooby-Doo                  | Shaggy Rogers                       | Voz        |
| 1988      | Scooby-Doo and the Reluctant Werewolf           | Shaggy Rogers/Samuel Rogers         | Voz        |
| 1994      | Scooby-Doo in Arabian Nights                    | Shaggy Rogers                       | Voz        |
| 1997      | James Dean: Race with Destiny                   | Bill Romano                         | Principal  |
| 2000      | Rugrats en París: La película                   | Wedding DJ                          | Voz        |
| 2001      | Scooby-Doo's Creepiest Capers                   | Shaggy Rogers                       | Voz        |
| 2003      | Scooby-Doo y la leyenda del vampiro             | Shaggy Rogers                       | Voz        |
| 2003      | Scooby-Doo y el monstruo de México              | Shaggy Rogers                       | Voz        |
| 2003      | Looney Tunes: Back in Action                    | Shaggy Rogers                       | Voz        |
| 2004      | Scooby-Doo: El fantasma de la Navidad           | Shaggy Rogers                       | Voz        |
| 2004      | Scooby-Doo y el Monstruo del Lago Ness          | Shaggy Rogers                       | Voz        |
| 2005      | Aloha, Scooby-Doo!                              | Shaggy Rogers                       | Voz        |
| 2005      | Scooby Doo y la maldición de Cleopatra          | Shaggy Rogers                       | Voz        |
| 2000-2006 | ¿Qué hay de nuevo Scooby-Doo?                   | Shaggy Rogers                       | Voz        |
| 2006      | Scooby Doo: ¡Piratas a la vista!                | Shaggy Rogers                       | Voz        |
| 2007      | Scooby-Doo y el abominable hombre de las nieves | Shaggy Rogers                       | Voz        |
| 2006-2007 | Shaggy y Scooby-Doo detectives                  | Tío Albert                          | Voz        |
| 2008      | Scooby-Doo y el Rey de los Duendes              | Shaggy Rogers                       | Voz        |
| 2009      | Scooby-Doo y la espada del samurái              | Shaggy Rogers                       | Voz        |
| 2010-2013 | Scooby-Doo! Misterios SA                        | Colton Rogers                       | Voz        |